# Mesiotelus grancanariensis
Mesiotelus grancanariensis är en spindelart som beskrevs av Jörg Wunderlich 1992. Mesiotelus grancanariensis ingår i släktet Mesiotelus och familjen månspindlar.
Artens utbredningsområde är Kanarieöarna. Inga underarter finns listade i Catalogue of Life.